# Fuglekøje
En fuglekøje (etymologi: fra hollandsk vogelkoije, hvor "kooi" betyder bur) er en kunstigt anlagt sø til indfangning af fugle, især ænder ved tidevandsområder.
En fuglekøje er ca. 125 meter i diameter og i centrum er en sekskantet dam på ca. 50 meter i diameter, ud fra hjørnerne udgår bueformede kanaler, der er dækket med trådnet og ender i en ruse.
For at fange ænder indfanges først ca. 150 ænder, der skal bruges som lokkeænder. En fangemester tæmmer disse ænder ved fodring over en periode, ænderne bruger derefter fuglekøjen som tilholdssted ved højvande. Ved lavvande søger de tæmmede ænder ud i vådområderne, på Fanø Vadehavet, og blander sig med de vilde fugle der også søger føde på de tørlagte vader. Når højvandet kommer, søger de tæmmede ænder mod fuglekøjen og lokker de vilde ænder med. I fuglekøjen leder fangemesteren dem op i en kanal, der går mod vindretningen, og for enden skræmmes de vilde ænder ind i rusen, hvor de aflives.
Disse fuglekøjer gav på beboerne på Fanø en ekstra indtægt.
I Danmark findes fire bevarede fuglekøjer, alle på Fanø og anlagt i perioden 1866-1888: Sønderho gl. Fuglekøje, Sønderho Fuglekøje og Nordby eller Albue Fuglekøje, som alle tre er offentligt tilgængelige samt Ternedal Fuglekøje. Især Sønderho gl. Fuglekøje er med sin forbilledlige restaurering, undervisningsfaciliteter og en ny udstillingsbygning, der rummer fortællinger og fotos om fuglekøjerne, naturen og fuglelivet, et besøg værd. Desuden blev der ved Karrebæk Fjord i Sydsjælland anlagt to små fuglekøjer ca. 1690, men de kom aldrig i anvendelse, idet ejeren af Gavnø gods døde i 1702. Brugen af fuglekøjer blev forbudt ved lov i 1931. Senere anvendte biologer fuglekøjerne til indfangning af ænder med ringmærkning for øje.

## Galleri
- Luftfoto af Sønderho Fuglekøje. 
Foto: Per Hofman Hansen
- Fangarm i Sønderho gamle Fuglekøje. 
Foto: Per Hofman Hansen
- Fangemesteren lokker ænderne i rusen.
Efter: Ralph Payne-Gallwey's Book of Duck Decoys (1886)